# 元荣
元荣（？—6世紀），一名太荣，河南郡洛阳县（今河南省洛阳市东）人，魏明元帝拓跋嗣玄孙，城门校尉元腾之子，北魏宗室、官员。

## 生平
元荣在孝昌元年九月十六日（525年10月18日）之前，与女儿元法英、女婿邓彦一起到达敦煌，出任使持节、散骑常侍、都督岭西诸军事、车骑大将军、开府仪同三司、瓜州刺史。不迟于孝昌三年（527年），元荣封东阳王。元荣在瓜州征辟令狐整担任主簿，令狐整举动安详文雅，奏对时语言流畅，拜谒之时，州府中都注目于他。元荣器重令狐整的品德名望，曾经对僚属说：“令狐延保是西州美好名声的人，能任大事，岂是州郡的职务束缚的住。不过一日千里，必须从半步开始，我将把各种政务委托给他，书写同意就行了。”很快，魏孝武帝元修在永熙三年（534年）西迁关中，河西地区动乱，元荣依靠令狐整整理防备，瓜州获得安宁。大统八年十一月十五日（542年12月7日）之前，元荣去世。瓜州的头等望族上表推荐元荣的儿子元康出任刺史，邓彦杀死元康夺取瓜州刺史之位。

## 其他
元荣是个佛教徒，在敦煌开辟了一个佛窟，一般推测莫高窟285窟就是元荣所开辟，此外元荣在敦煌写了许多佛经，保存下来的有题记的有11条。

## 家庭

### 高祖
- 拓跋嗣，北魏太宗明元皇帝[11]

### 曾祖
- 拓跋范，北魏使持节、都督秦雍泾凉益五州诸军事、开府仪同三司、卫大将军、雍州刺史、乐安宣王[11]

### 祖父
- 拓跋良，北魏使持节、都督秦雍泾凉益五州诸军事、开府仪同三司、卫大将军、雍州刺史、乐安简王[11]

### 父母
- 元腾，北魏城门校尉[11]，追封乐安王[12]
- 程法珠[11]

### 兄弟姐妹
- 元华光，金城郡君，嫁给王氏[3]

### 子女
- 元康[13]
- 元慎，北周开府仪同三司、新卢楚三州诸军事、三州刺史[12]
- 元法英，昌乐公主